# Edvaldo Alves de Santa Rosa
Edvaldo Alves de Santa Rosa, conegut com a Dida, (26 de març de 1934 - 17 de setembre de 2002) fou un futbolista brasiler.

## Selecció del Brasil
Va formar part de l'equip brasiler a la Copa del Món de 1958.

## Palmarès
- Campeonato Alagoano 1952
- Campeonato Carioca 1954, 1955, 1963
- Torneio Rio-São Paulo 1961
- Copa del Món de futbol 1958